# Chrysolina peregrina
Chrysolina peregrina é uma espécie de artrópode pertencente à família Chrysomelidae.